# باب الأقواس
باب الأقواس هو أحد أبواب مدينة تونس العتيقة. ويوجد بين باب السويقة وباب سعدون، غير بعيد عن حي الحلفاوين والزاوية البكرية. أورد بشأنه ابن أبي دينار في كتاب المؤنس أنه اندثر مع السور القديم لمدينة تونس.
يعتقد أنه هو نفسه باب السقايين الذي ذكره البكري في كتابه المسالك والممالك في القرن الحادي عشر، ولم يذكره المؤرخون التونسيون حتى القرن العشرين أين تعرض له محمد بن الخوجة.